# 브라이언 크라우스
브라이언 크라우스(Brian Krause, 1969년 2월 1일 ~ )는 미국의 배우이다.

## 출연 작품
- 헬 아미 (2019)
- 제시카 프로스트 (2018)
- 게리슨 7 (2018)
- The Killing Pact (2017)
- 비 어프레이드 (2017)
- 히스 더블 라이프 (2016)
- 리본즈 (2016)
- 업로디드 (2016)
- 하우스 오브 페거토리 (2016)
- 크리스마스의 기적 (2015)
- 랜덤 스톱 (2014)
- 익스페팅 아미쉬 (2014)
- 스튜디오 클럽 (2014)
- 돈 슛! 아이엠 더 기타 맨 (2014)
- 레드 스카이 (2014)
- 툴박스 머더 2 (2013)
- 레인 프롬 스타스 (2013)
- Borrowed Moments (2014)
- 에일리언 라이징 (2013)
- 포세이돈 (2013)
- 벤 앤 베카 (2012)
- 게이브 더 큐피드 도그 (2012)
- 스톡드 앳 17 (2012, Stalked at 17)
- 모노가미 엑스페리먼트 (2012)
- 앱솔루트 킬러스 (2011)
- 스파이더 대침공 (2011)
- 유어 소 큐피드! (2010)
- 넥스트 스톱 머더 (2010)
- 사이러스 (2010)
- 그로스 (2009)
- 2012: 슈퍼노바 (2009)
- 잭 리오 (2008)
- 트릴로퀴스트 (2008)
- 디 워: 익룡의 공습 (2008)
- 잃어버린 세계 - 지구속으로 (2008)
- 프로텍팅 더 킹 (2007)
- 살인 정원 2 (2001)
- 참드 (1998)
- 위딘 더 락 (1996)
- 브레이킹 프리 (1995)
- 벌거벗은 영혼들 (1995)
- 다니엘 스틸 - 가족 앨범 (1994)
- 긴급 출동 (1994)
- 밴디트 (1994)
- 슬립워커스 (1992)
- 디셈버 (1991)
- 해변의 청춘 (1991)
- 춤추는 영혼 (1991)
- 블루 라군 2 (1991)